# Pinhal Interior Sul
Pinhal Interior Sul ist eine statistische Subregion Portugals mit einer Fläche von 1906 km² und 39.805 Einwohnern (2009). Sie ist Teil der Região Centro und auf die Distrikte Castelo Branco und Santarém aufgeteilt. Im Norden grenzen Pinhal Interior Norte und Cova da Beira, im Osten Beira Interior Sul, im Süden Alto Alentejo und im Westen Médio Tejo an die Subregion.
Die Subregion besteht aus den folgenden fünf Kreisen:
- Mação
- Oleiros
- Proença-a-Nova
- Sertã
- Vila de Rei